# Johann Georg Tinius
Johann Georg Tinius (* 22. Oktober 1764 in Staakow, Niederlausitz; † 24. September 1846 in Gräbendorf bei Königs Wusterhausen) war ein deutscher Theologe und Bibliomane, der wegen Räuberei und zweier Morde, die er neben Unterschlagung von Kirchengeldern zur Finanzierung seiner Sammelsucht begangen haben soll, nach einem über zehnjährigen Indizienprozess 1823 zu zwölf Jahren Zuchthaus verurteilt wurde.

## Leben
Tinius war Sohn eines Schäfers und besuchte in Luckau die Schule. Aufgrund seiner Begabung fand er Förderer und konnte so ab 1789 die Universität Wittenberg besuchen, um Theologie zu studieren. Nach dem Studienabschluss als Magister der Theologie war er von 1795 bis 1798 als Tertius am Gymnasium in Schleusingen tätig, bevor er 1798 zum Pfarrer von Heinrichs bei Suhl ernannt wurde. Da er in der Bürgerschaft von Suhl mehrere einflussreiche Fürsprecher hatte, erfolgte 1801 seine vorläufige Einsetzung in das Amt des verstorbenen Pfarrers der dortigen Kreuzkirche durch das Oberkonsistorium Dresden. Dagegen beschwerten sich Bürgermeister und Rat der Stadt Suhl, die eine politische Spaltung der Bürgerschaft durch Tinius befürchteten. Sie bescheinigten ihm einen schlechten Lebenswandel und beurteilten ihn als starrsinnig und streitsüchtig. Besonders wurde Tinius vorgehalten, dass er in seinen Predigten von der reinen Lehre des Christentums abweiche. Als Pfarrer sei er kein Vorbild, da er sein eigenes Kind fünf Tage ungetauft ließ, die Pfarrwiese zum Nachteil des Gemeindebodens erweitert und sogar einen Leichenstein verkauft habe. Vom Oberkonsistorium wurde daraufhin das Konsistorium Schleusingen beauftragt, die Vorwürfe gegen Tinius zu untersuchen. Der Bericht aus Schleusingen fiel zuungunsten von Tinius aus, woraufhin seine Ernennung zum Pfarrer der Kreuzkirche in Suhl im Oktober 1802 zurückgezogen wurde.
Tinius appellierte gegen diese Entscheidung. Er warf dem Konsistorium Parteilichkeit für den Bürgermeister und städtischen Rat in Suhl vor und forderte u. a. eine finanzielle Entschädigung für die entstandene finanzielle Einbuße, die er zur Versorgung seiner sechs Kinder dringend benötigte. Der sich daraus entwickelnde Untersuchungsprozess dauerte mehrere Jahre und war noch nicht abgeschlossen, als Tinius Ende Februar 1810 als Pfarrer nach Poserna im sächsischen Amt Weißenfels ging. Das Verfahren wurde erst nach der Amtsenthebung von Tinius als Pfarrer von Poserna im Frühjahr 1814 aufgrund der Schwere der anderen Vorwürfe gegen ihn eingestellt.
Als der Pfarrer von Goldlauter gestorben war und die Stelle für dessen Sohn Ernst Anschütz freigehalten wurde, übernahm er von Oktober 1806 bis April 1807 das Vikariat der dortigen Pfarrstelle. In dieser Zeit beklagte er sich beim Konsistorium Schleusingen, dass trotz des weiten, beschwerlichen Weges von Heinrichs und Albrechts nach Goldlauter selbst bei schlechtem Wetter nie ein Pferd zur Abholung geschickt wurde und er sich jedes Mal zu Fuß auf den Weg machen musste.
Auf ausdrückliche Bitte von Tinius attestierte das Konsistorium Schleusingen ihm am 12. Dezember 1808, dass er sein „Pfarr-Amt mit Geschicklichkeit, Treue und Sittlichkeit verwaltet hat“ und die Kirchenkasse während seiner Dienstzeit um über 300 Gulden vermehrt hat.
Seine Leidenschaft für Bücher begann bereits während seiner Zeit in Schleusingen, in Suhl fand er dann erstmals Gelegenheit zur würdigen Aufstellung seiner wachsenden Zahl von Büchern. Seine beiden Ehefrauen brachten ein gewisses Vermögen in die Ehe ein, aus dem Tinius für weitere Büchererwerbungen schöpfte. Sein Hauptaugenmerk lag auf exegetischen Wissenschaften, aber auch auf Philosophie, Geschichte und alten Sprachen. In Poserna hortete der Bibliomane 50.000 bis 60.000 Bücher, teilweise sogar in einer Scheune. Während seine Familie im Erdgeschoss des Pfarrhauses in Poserna untergebracht war, lebte Tinius selbst vorzugsweise im Obergeschoss inmitten seiner Bücher. Er besuchte häufig Leipzig, um neue Bücher zu erwerben – wobei er sich hoffnungslos verschuldete. Unter anderem erwarb er den Nachlass des Theologen Johann August Nösselt mit verschiedenen seltenen Bibelausgaben und Autographen Luthers, Melanchthons und weiterer Reformatoren. In Paris erwarb er den Nachlass Friedrich Basts, in Frankfurt an der Oder erwarb er den Nachlass von Johann Friedrich Heynatz. Mit den angesammelten Büchern plante Tinius eigene wissenschaftliche Veröffentlichungen, darunter eine Arbeit über das Verhältnis der chaldäischen Paraphrasen des Pentateuchs zu der samaritanischen Übersetzung. Allerdings war er vollauf damit beschäftigt, stets neue Bücher zu beschaffen, so dass er zu so gut wie keiner eigenen wissenschaftlichen Arbeit mit seiner Bibliothek kam.
Als 1812 der Kaufmann Schmidt und im folgenden Jahr die vermögende Witwe Kunhardt in Leipzig ermordet wurden, geriet er in Verdacht, ein lange gesuchter Räuber und Mörder zu sein. Die Aussagen einer Magd und seine Versuche, kompromittierendes Material beiseiteschaffen zu lassen (er wollte seine Schulden als mögliches Motiv verschleiern), führten 1813 zu seiner Verhaftung. Aufgrund der Teilung Sachsens zog sich der Prozess über mehrere Jahre hin. 1820 wurde er wegen des Mordes an der Witwe Kunhardt zu 18 Jahren Zuchthaus verurteilt. Im Falle des Mords an Kaufmann Schmidt wurde Tinius mangels Beweisen freigesprochen. Wegen unterschlagener Kirchengelder wurde er zu weiteren zwei Jahren Zuchthaus verurteilt. Im Verlauf des Prozesses ließ sich seine zweite Frau von ihm scheiden. Die wertvolle Bibliothek wurde 1821 bei Weigel in Leipzig versteigert und selbst Goethe hat wohl einige Werke erworben, zumindest für die Bibliothek in Jena. Tinius legte 1823 Berufung ein, wobei man seine Gesamtstrafe unter Beachtung der langen Untersuchungshaft und seines vorgerückten Alters um einige Jahre herabsetzte. Tinius selbst beteuerte zeitlebens seine Unschuld. 1835 wurde er aus dem Zuchthaus entlassen und war 71 Jahre alt und mittellos, so dass er zeitweilig im Armenhaus in Zeitz lebte. 1840 zog er nach Gräbendorf, wo er Verwandte hatte, die sich bis zu seinem Tod um ihn kümmerten.
Tinius ging als Prototyp des Bibliomanen in die Geschichte ein. Mehrere Schriftsteller beschäftigten sich mit seiner Person. Im vierten Band des Neuen Pitaval von 1843 wurde der Fall dargestellt, Paul Gurk verfasste 1936 ein Theaterstück mit dem Titel Magister Tinius, der Theologe Klaas Huizing schrieb 1994 den Roman Der Buchtrinker, der sich, die gängigen Klischees bedienend, vage an Tinius’ Schicksal orientiert. 2005 erschien der Roman Der Büchermörder von Detlef Opitz, der den gewagten Versuch unternimmt, das Tinius-Bild vollständig zu korrigieren, wobei der Autor nach eigenen Angaben Quellen benutzte, die bislang unzugänglich waren oder als verschollen galten, etwa die Original-Prozessakten von 1813. Opitz hegt Zweifel an der Täterschaft des Bibliomanen; woran er freilich keine Zweifel lässt, ist die Bücherleidenschaft des Beschuldigten. Die erste Biographie veröffentlichte Klaus Seehafer. Magister Tinius. Lebensbild eines Verbrechers aus Büchergier (2013) vertritt die These „In dubio pro reo“.

## Werke
- Merkwürdiges und lehrreiches Leben des M. Johann Georg Tinius, Pfarrers zu Poserna in der Inspektion Weissenfels von ihm selbst entworfen (1813). Erneut erschienen mit einem Essay von Herbert Heckmann, Friedenauer Presse Katharina Wagenbach, Berlin, ohne Jahr, ISBN 3-921592-53-4.
- Biblische Prüfung von Brennecke’s Beweis, daß Jesus nach seiner Auferstehung gegen 27 Jahre auf Erden gelebt (1820)
- Der jüngste Tag; ob, wie und wann er kommen wird (1836)
- Sechs bedenkliche Vorboten einer großen Weltveränderung, an Sonne und Erde sichtbar (1837)
- Die Offenbarung Johannis (1839, in Haft entstanden)